# Incorporated (seriál)
Incorporated je americký dramatický televizní seriál, vysílaný v letech 2016–2017 na stanici Syfy. Před oficiální premiérou zveřejnilo Syfy 16. listopadu 2016 předčasnou ukázku prvního dílu na své internetové stránce.

## Děj
Seriál se odehrává v antiutopickém Milwaukee v roce 2074, ve kterém několik zemí zkrachovalo v důsledku řady krizí a klimatických změn. Při absenci efektivní vlády se vládou staly nadnárodní korporace, které kontrolují oblasti nazývané Zelené zóny. Zbývající území se nazývají Červené zóny, kde je vláda slabá nebo neexistuje.
Ben Larson pracuje jako manažer u společnosti Spiga Biotech, největší korporace na světě. Pracuje pro Elizabeth, osamělou matkou své ženy Laury. Ve skutečnosti je agent, jehož skutečné jméno je Aaron, který se do společnosti dostal díky Terrencovi z Červené zóny.
Jedním z jeho cílů je vystopování Eleny, sestry Thea a další osoby, která pracuje pro Terrence. Nalezne ji pracovat v exkluzivním klubu Arcadia, což je ve skutečnosti dům pro pracovníky Spigy, ve kterém pracují sexuální otrokyně. Poté, co obviní jeho šéfa Chada z krádeže utajených informací a zajištění jeho zániku, musí Ben pilně pracovat, aby dostal jeho místo a mohl se tak pokusit zachránit Elenu.

## Obsazení
| Sean Teale        | Ben Larson/Aaron |
| Allison Miller    | Laura            |
| Eddie Ramos       | Theo             |
| Julia Ormond      | Elizabeth Krauss |
| Dennis Haysbert   | Julian           |
| David Hewlett     | Chad Peterson    |
| Ian Tracey        | Terrence         |
| Anthony J. Mifsud | Wallace          |
| Damon Herriman    | Hendrick         |
| Stephanie Belding | Rachel           |
| Pedro Miguel Arce | Semo             |
| Douglas Nyback    | Roger Caplan     |

## Díly
| Řada | Díly | Premiéra v USA     | Premiéra v USA |
| Řada | Díly | První díl          | Poslední díl   |
| ---- | ---- | ------------------ | -------------- |
| 1    | 10   | 30. listopadu 2016 | 25. ledna 2017 |

## Vysílání
První díl měl premiéru 30. listopadu 2016 na americké stanici Syfy. V Kanadě seriál vysílá stanice Showcase.

## Produkce
Původně hlavní ženskou roli hrála v pilotní epizodě Georgina Haig, tu však nahradila Allison Miller.